# Iggy Pop
Iggy Pop, właśc. James Newell Osterberg Jr. (ur. 21 kwietnia 1947 w Muskegon) – amerykański muzyk, wokalista, autor tekstów, aktor filmowy i prezenter radiowy. W latach 1967–1974 i od 2003 wokalista zespołu The Stooges.
Jeden z najważniejszych pionierów punk rocka i prekursor nowej fali. Nazywany „ojcem chrzestnym punka” (Godfather of punk).
W 1995 brytyjski magazyn „Mojo” umieścił pierwsze trzy albumy jego zespołu – The Stooges, Fun House i Raw Power – na liście 100 najwybitniejszych albumów wszech czasów, z czego debiutancki album został sklasyfikowany na 79. miejscu tego zestawienia, drugi na 98., a trzeci na 16. Na tej samej liście umieszczono również solowy album Popa pt. Lust For Life, który został sklasyfikowany na 44. miejscu. W 2012 „Rolling Stone” umieścił jego pierwszy album z zespołem The Stooges na 185. miejscu 500 najlepszych albumów wszech czasów, a na 191. miejscu tej samej listy znalazł się album Fun House z 1970.
Otrzymał francuski Order Sztuki i Literatury w stopniach oficera (2003) i komandora (2017).
W 2009 został sklasyfikowany na 17. miejscu listy 50 najlepszych heavymetalowych frontmanów wszech czasów według Roadrunner Records. W 2010 amerykański magazyn Rolling Stone sklasyfikował go wraz z zespołem The Stooges na 76. miejscu 100 najwybitniejszych artystów w historii muzyki.
W 2010 wraz z zespołem The Stooges został uhonorowany miejscem w Rock and Roll Hall of Fame.
W 2020 został laureatem Grammy Lifetime Achievement Award.
W 2022 otrzymał nagrodę Polar Music Prize.

## Życiorys

### Wczesne lata
Urodził się w Muskegon w stanie Michigan jako syn Louelli (z domu Christensen; 1917–1996) i Jamesa Newella Österberga Sr. (1921–2007), byłego nauczyciela języka angielskiego w szkole średniej i trenera baseballa w Fordson High School w Dearborn. Ma pochodzenie niemieckie, angielskie i irlandzkie po ojcu, a norweskie i duńskie po przodkach matki. Jego ojciec został adoptowany przez szwedzką rodzinę i przyjął nazwisko Österberg. Dorastał w Ypsilanti. W 1965 ukończył Pioneer High School w Ann Arbor. Uczęszczał do University of Michigan, jednak porzucił studia.

### Kariera

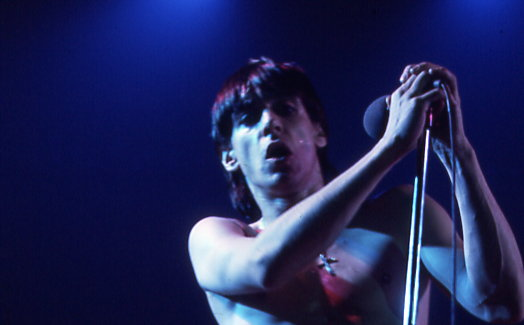
W 1977 na koncercie w Toronto.

Na przełomie lat 60. i 70. XX wieku należał do The Stooges, grupy rockowej, w której był wokalistą i liderem. Zespół z powodu swoich koncertów zyskał złą sławę. Pop na scenie szokował publiczność dzikością swego zachowania, prowokacyjnymi odzywkami, samookaleczeniem, obnażaniem się. The Stooges, założony w 1967, dziś jest uznawany za jednego z pionierów punk rocka, jednak w okresie działalności nie odnosił wielkich sukcesów i rozpadł się w 1974, także z powodu kłopotów Popa z narkotykami.
Karierę solową Pop rozpoczął w 1977, dzięki wydatnej pomocy Davida Bowiego, producenta kilku jego płyt – The Idiot w marcu i Lust For Life we wrześniu. Nowe nagrania jak „China Girl” (w maju 1977) mogły zaskoczyć jego dotychczasowych fanów – Pop nie bał się ruszyć w spokojniejsze, na niektórych z późniejszych płyt wręcz popowe rejony. Jednak o tym, że muzyk nie zapomniał o swych korzeniach mogą świadczyć choćby płyty z przełomu tysiącleci: Avenue B i Beat 'Em Up.
W 2003 The Stooges zostało reaktywowane w niemal oryginalnym składzie, oprócz basisty Mike’a Watta, który zastąpił zmarłego w 1975 Dave’a Alexandre’a. W tym składzie zespół w 2006 nagrał, a w 2007 wydał płytę The Weirdness. 6 stycznia 2009 w wieku 60 lat zmarł na atak serca gitarzysta Ron Asheton. Po niemal rocznej przerwie w koncertowaniu, The Stooges postanowili powrócić do grania z Jamesem Williamsonem, który grał w zespole głównie w latach 1972–1974, kiedy to Ron Asheton grał na gitarze basowej. Stooges nagrało wtedy płytę Raw Power z takimi utworami jak Search and Destroy, czy Gimme Danger. Po powrocie Williamsona do składu, Stooges odgrywają głównie utwory z tej płyty, wzbogacone utworami z Metallic K.O. – gdzie też udzielał się Williamson – i kilkoma kawałkami z wcześniejszego okresu. W tym składzie w 2013 zespół wydał album Ready to Die. W 2014, po nagłej śmierci perkusisty Scotta Ashetona (który zmarł podobnie jak jego brat na zawał), Iggy Pop na rok zawiesił koncertowanie.
W 2015 powrócił do koncertowania po Europie i obu Amerykach, tym razem solo z muzykami, z którymi występował podczas trasy promocyjnej do płyty Blah Blah Blah. Pierwszy koncert w nowym składzie zagrał 27 czerwca w Holandii na festiwalu Down the Rabbit Hole.
13 listopada 2015 ukazała się płyta Kylie Minogue Kylie Christmas (wyd. Parlaphone/Warner Bros), na której wziął udział w nagraniu utworu „Christmas Wrapping”.
W 2016 powrócił z solową płytą Post Pop Depression, nagraną z pokolenie młodszym Joshua Homme, znanym z zespołu Queens of the Stone Age. W Polsce spotkały go entuzjastyczne recenzje, zwrócono także uwagę na znakomitą formę koncertową niemal 69-letniego muzyka.
W 2019 opublikował album zatytułowany Free. Wydawnictwo zawiera piosenki skomponowane głównie przez amerykańskiego muzyka jazzowego Lerona Thomasa, do trzech tekst napisał sam Pop. Na płycie znalazła się także przeróbka We Are The People Lou Reeda oraz utwór napisany do poematu Dylana Thomasa.
Grał też w filmach Jima Jarmuscha oraz Arizona Dream czy Porachunki, do których komponował także muzykę i piosenki.
Iggy Pop ma cotygodniową audycję w radiu BBC Radio 6 Music zatytułowaną „Iggy Confidential”.

## Życie prywatne
Spotykał się z Diane Bishop (1960), Kathy Asheton (1968), Nico (1969), Sable Starr (1971), Lori Mattox (1972) i Bebe Buell (1973). W 1968 ożenił się z Wendy Weissberg, lecz 25 listopada 1969 ich ślub został anulowany. W latach 1984–1998 był żonaty z Suchi Asano. W listopadzie 2008 poślubił Ninę Alu.

## Odznaczenia
- Oficer Orderu Sztuki i Literatury – Francja, 2003[13]
- Komandor Orderu Sztuki i Literatury – Francja, 2017[14]

## Dyskografia

### Nagrania solowe
- The Idiot (1977)
- Kill City (1977)
- Lust for Life (1977)
- New Values (1979)
- Soldier (1980)
- Party (1981)
- Zombie Birdhouse (1982)
- Blah Blah Blah (1986)
- Instict (1988)
- Brick by Brick (1990)
- American Caesar (1993)
- Naughty Little Doggie (1996)
- Avenue B (1999)
- Beat ’Em Up (2001)
- Skull Ring (2003)
- Préliminaires (2009)
- Après (2012)
- Post Pop Depression (2016)
- Free (2019)
- Every Loser (2023)

### Albumy koncertowe
- TV Eye Live 1977
- Berlin 91 1994
- Best of...Live 1996

### Składanki
- Pop Music 1996
- Nude & Rude: The Best of Iggy Pop 1996
- A Million in Prizes: The Anthology 2005

## Członkowie grupy Iggy’ego Popa
- George Murray(inne języki) – gitara basowa (1977)
- Dennis Davis – perkusja (1977)
- Carlos Alomar(inne języki) – gitara (1977)
- Phil Palmer(inne języki) – gitara (1977)
- David Bowie – instrumenty klawiszowe, syntezatory, gitara, fortepian, saksofon, ksylofon (1977-1978)
- Hunt Sales(inne języki) – perkusja (1977-78)
- Tony Sales(inne języki) – gitara (1977-1978)
- Ricky Gardiner(inne języki) – gitara (1977-1978)
- Scott Thurston(inne języki) – gitara basowa, instrumenty klawiszowe (1977-1979)
- James Williamson – gitara (1979)
- Jackie Clark – gitara basowa (1979)
- Klaus Kruger – perkusja (1979-1980)
- Ivan Kral – gitara, instrumenty klawiszowe (1980-1981)
- Barry Andrews – instrumenty klawiszowe, fortepian (1980)
- Glen Matlock – gitara basowa (1980, 1988)
- Steve New(inne języki) – gitara (1980)
- Michael Page – gitara basowa (1981)
- Douglas Bowne – perkusja (1981)
- Rob Duprey – gitara (1981-1985)
- Chris Stein – gitara basowa (1982-1984)
- Clem Burke – perkusja (1982-1984)
- Kevin Armstrong(inne języki) – gitara (1985-1987, 1995-2002)
- Steve Jones – gitara, gitara basowa (1984–1995)
- Edral Kizilcay – syntezator, gitara basowa, perkusja (1985-1987)
- Seamus Beaghen – instrumenty klawiszowe (1987-1989, 1996–1998)
- Leigh Foxx – gitara basowa (1988-1989)
- Paul Garisto – perkusja (1988-1989)
- Kenny Aronoff(inne języki) – perkusja (1989–1994)
- Waddy Wachtel(inne języki) – gitara (1990–1995)
- Charley Drayton(inne języki) – bas (1995-2000)
- Alex Krist – perkusja (1999-2003)[41]
- Pete Marshal – gitara (2000-2003)
- Whitey Kirst – gitara (1990-2003)[41]
- Lloyd Roberts(inne języki) – gitara basowa (2000-2003)

## Filmografia

### Kompozytor
- Repo Man (1984)
- Tales from the Crypt (1989–1996)
- Arizona Dream (1993) z Goranem Bregoviciem
- The Brave (1997)

### Obsada aktorska
| Rok       | Tytuł                                                         | Rola                                  | Reżyser                                           |
| --------- | ------------------------------------------------------------- | ------------------------------------- | ------------------------------------------------- |
| 1970      | Midsummer Rock Fest (film dokumentalny)                       | w roli samego siebie                  | Bob Heath                                         |
| 1983      | Rock & Rule                                                   | potwór z innego wymiaru (głos)        | Clive A. Smith                                    |
| 1986      | Sid i Nancy (Sid and Nancy)                                   | spodziewany gość                      | Alex Cox                                          |
| 1986      | Kolor pieniędzy (The Color of Money)                          | chudy gracz na drodze                 | Martin Scorsese                                   |
| 1987      | Rolling Stone Presents Twenty Years of Rock & Roll (TV)       | w roli samego siebie                  | Malcolm Leo                                       |
| 1990      | Beksa (Cry-Baby)                                              | Belvedere Rickettes                   | John Waters                                       |
| 1990      | Hardware                                                      | Angry Bob                             | Richard Stanley                                   |
| 1994-96   | Przygody Piotrków (The Adventures of Pete & Pete)             | James Mecklenberg                     | Alison Maclean                                    |
| 1995      | Atolladero                                                    | Madden                                | Óscar Aibar                                       |
| 1995      | Truposz (Dead Man)                                            | Salvatore „Sally” Jenko               | Jim Jarmusch                                      |
| 1995      | Odlotowa dziewczyna (Tank Girl)                               | Rat Face                              | Rachel Talalay                                    |
| 1996      | Kruk 2: Miasto Aniołów (The Crow 2: City of Angels)           | Curve                                 | Tim Pope                                          |
| 1997      | Odważny (The Brave)                                           | człowiek jedzący ptaki                | Johnny Depp                                       |
| 1998      | Star Trek: Stacja kosmiczna (Star Trek: Deep Space Nine)      | Yelgrun                               | Chip Chalmers                                     |
| 2000      | Dzień bałwana (Snow Day)                                      | Pan Zellweger                         | Chris Koch                                        |
| 2002      | Gliniarze bez odznak (Fastlane)                               | Teddy McNair                          | Marcos Siega                                      |
| 2003      | Kawa i papierosy (Coffee and Cigarettes)                      | Iggy (odc. „Somewhere in California”) | Jim Jarmusch                                      |
| 2007      | Amerykański tata (American Dad!)                              | Jerry (głos)                          | Rodney Clouden, Ron Hughart                       |
| 2008      | Persepolis                                                    | Anoush (głos)                         | Vincent Paronnaud, Marjane Satrapi                |
| 2009      | Koszmar (Suck)                                                | Victor                                | Rob Stefaniuk                                     |
| 2010      | Art House                                                     | Gordon Ohr                            | Victor Fanucchi                                   |
| 2010      | Artur i Minimki 3. Dwa światy (Arthur and the Two Worlds War) | Darkos (głos)                         | Luc Besson                                        |
| 2012      | L’étoile du jour                                              | sumienie Elliota                      | Sophie Blondy                                     |
| 2013–2014 | Once Upon a Time in Wonderland                                | gąsienica (głos)                      | David Boyd                                        |
| 2014      | Asthma                                                        | lokalny pijak                         | Jake Hoffman                                      |
| 2016      | Przeżyć: metoda Houellebecqa                                  | w roli samego siebie                  | Arno Hagers, Erik Lieshout, Reinier van Brummelen |
| 2019      | Truposze nie umierają                                         | w roli Zombie z kawą                  | Jim Jarmusch                                      |